# Hoplita de Samos
L'Hoplita de Samos és una antiga estàtua grega en marbre que representa la figura, només fins a la cintura, d'un hoplita, un ciutadà soldat de les ciutats estat de l'antiga Grècia. La descobrí al començament del segle xx a l'illa grega de Samos l'equip arqueològic de Theodor Wiegand, que la va datar de finals del segle vi aC (anys 530-525 aC). És ara a l'Altes Museum, dependent de l'Antikensammlung Berlin de la capital alemanya.

## Descobriment
Algunes parts del tronc i del cap se'n trobaren inicialment en excavacions efectuades per l'Institut Arqueològic Alemany d'Atenes a l'Herèon de Samos a la primeria del segle xx, sota la direcció de l'arqueòleg Theodor Wiegand. Segons l'acord sobre descobriments arqueològics, l'estàtua es traslladà a Alemanya, a l'Altes Museum, dependent del Museu Arqueològic (Antikensammlung). No tota l'estàtua és al país bavarés. Part d'una cama esquerra, trobada en les excavacions, s'exposa a Samos.

## Descripció
Està fet de marbre. Prové de Samos o Lacònia, doncs són les úniques zones les pedreres de les quals són del mateix color característic de l'estàtua. Representa un hoplita amb un casc jònic, que li protegeix el cap i els ulls, el nas i la boca, i li dona un caràcter amenaçador. Li penja una trena al llarg de l'esquena. La cuirassa està decorada a l'estil d'altres obres que representen guerrers d'origen laconi, tot i que els detalls podrien ser-ne representatius de la zona de Samos.
Malgrat que fou trobada a Samos, sembla que l'estàtua està clarament influïda per la cultura lacònia, de la qual formava part Esparta. Es pogué fer un intercanvi cultural entre Samos i Esparta, i podria haver-hi hoplites en aquesta zona.

## Interpretació de l'estàtua
Les característiques mixtes de l'art laconi i `de Samos són desconcertants i no han estat completament interpretades. Al principi, els orígens de Samos es van qüestionar. L'arqueòleg i professor Conrad M. Stibbe conclogué que l'estàtua era obra d'un espartà que vivia a Samos. Aquesta versió, però, no la comparteix cap més científic.
Samos i Esparta foren aliats propers, i podria haver-hi hagut algun intercanvi cultural, sobretot en la primera meitat del s. VI ae. La interpretació predominant recolza que el projecte prové d'un taller de Samos, tot i que pot ser poc afortunat.
A més, les estàtues heroiques com aquesta, de caràcter bèl·lic, disposades en santuaris, eren costum d'Esparta, no de Samos, on les ofrenes eren en general de naturalesa pacífica.